# Parco nazionale di Xuan Thuy
Il parco nazionale di Xuan Thuy (in vietnamita:Vườn quốc gia Xuân Thủy) è un'area naturale protetta del Vietnam. È stato istituito nel 2003. Il parco nazionale occupa 71,00 km²  di una zona umida che dà rifugio a numerosi uccelli e che per la sua importanza è stata la prima ad essere riconosciuta dalla Convenzione di Ramsar in Vietnam.